# Miles Joseph Berkeley
Miles Joseph Berkeley (ur. 1 kwietnia 1803 w Benefield, zm. 30 lipca 1889 w Sibbertoft) – angielski botanik i mykolog.

## Życiorys
Urodził się na wsi Biggin Hall w Northamptonshire (obecnie wieś ta nazywa się Benefield). Uczył się w Oundle, potem w Rugby School, następnie w Seminarium Duchownym (Christ's College) w Cambridge. W 1825 r. uzyskał tytuł licencjata, a w 1828 r. magisterium. Święcenia kapłańskie otrzymał w 1826 r. Praca Berkeleya jako wikariusza w pobliżu Market Harborough pozostawiła mu wolny czas, który poświęcił na badania gatunków roślin i grzybów, systematyki grzybów i patologii roślin, ale interesował się także innymi aspektami świata przyrody. W 1857 roku został wybrany członkiem Niemieckiej Akademii Przyrodników Leopoldina. W 1883 r. został honorowym członkiem Christ's College Cambridge. W 1879 został członkiem Royal Society, a w 1863 towarzystwo to odznaczyło go medalem. Zmarł w Sibbertoft 30 lipca 1889 r. w wieku 86 lat.

## Osiągnięcia naukowe
Jego najwcześniejszymi obiektami badań były mięczaki i inne gałęzie zoologii, o czym świadczą jego artykuły w Zoological Journal i Magazine of Natural History w latach 1828–1836. Na stałe zainteresował się jednak botaniką i mykologią. Był pracowitym i dokładnym badaczem przyrody. Jego zielnik w Królewskim Ogrodzie Botanicznym zawiera ponad 9000 okazów, oraz liczne rysunki, które wykonywał na podstawie swoich obserwacji mikroskopowych glonów i grzybów. Był pionierem w badaniach patogenów wywołujących choroby roślin uprawnych. Jego badania dotyczące zarazy ziemniaka, oraz patogennych grzybów wywołujących takie choroby jak mączniak prawdziwy winorośli, Rdza źdźbłowa zbóż i traw, mączniak prawdziwy chmielu i wiele chorób kapusty, gruszy, kawowca, cebuli, pomidora i innych roślin odegrały ważną rolę w poznaniu ich etiologii. Wykonał je nie dysponując specjalistycznym laboratorium.
Oprócz znacznego wkładu w badania mykobioty Anglii, Miles Joseph Berkeley jest najbardziej znany z opracowania botaniki roślin zarodnikowych, mchów i zarysu mykologii. Ważniejsze jego prace to: Introduction to Cryptogamic Botany, Outlines of British Fungology, Handbook of British Mosses. W ciągu 37 lat wraz z brytyjskim mykologiem Edmundem Broome (1812–1886), napisali serię opracowań, w których opisali około 550 nowych gatunków grzybów. W nazwach naukowych opisanych przez Berkeleya gatunków roślin i zwierząt używany jest skrót Berk.